# Acción de tutela
La acción de tutela es como se denomina a un mecanismo previsto en el artículo 86 de la Constitución política de Colombia de 1991, que busca proteger los Derechos fundamentales de los individuos cuando cualquiera de éstos resulten vulnerados o amenazados por la acción o la omisión, Constitución Política de Colombia 1991. "La acción procede en algunos casos cuando se viola de manera directa ciertos derechos de carácter fundamental, como mecanismo transitorio cuando se busca evitar un perjuicio irremediable o en aquellos casos en los cuales no haya ningún mecanismo idóneo para proteger un derecho fundamental. 

## Definición de acción de tutela
La constitución colombiana señala claramente que: "La protección consistirá en una orden para que aquél respecto de quien se solicita la tutela, actúe o se abstenga de hacerlo" se podrá actuar en nombre propio o en representación. Se protegen los derechos constitucionales los cuales encontramos en los artículos de la constitución colombiana, El fallo que será de inmediato cumplimiento, podrá impugnarse ante el juez competente y, en todo caso, éste lo remitirá a la Corte Constitucional para su eventual revisión. Esta acción sólo procederá cuando el afectado no disponga de otro medio de defensa judicial, salvo que aquella se utilice como mecanismo transitorio para evitar un perjuicio.

## Plazo
La tutela debe ser resuelta en un término Maximo de 10 días en los cuales se llamará  a las partes involucradas para que aporten las pruebas que el juez considere pertinente, cumplido este tiempo el juez procederá a dar un fallo anunciando si se amparan los derechos vulnerados o no. Si algunas de las partes no está de acuerdo con el fallo podrá impugnarlo para lo cual el juez de segunda instancia tendrá un término adicional de 10 días para confirmar o no el fallo de primera instancia

## Marco legal de la acción de tutela
El marco legal se basa en el Decreto extraordinario 2591/91 de Colombia, el cual trata del reglamento para el ejercicio de la acción de tutela.

### Objeto de la acción de tutela
Según el artículo 1 del Decreto 2591 de 1991, toda persona tendrá derecho acción de tutela para reclamar ante los jueces en todo momento y lugar, mediante un procedimiento preferente y sumario, por sí misma o por quien actúe a su nombre, la protección inmediata de sus derechos constitucionales fundamentales, cuando crean que estos resulten vulnerados por la acción u omisión de cualquier autoridad pública o de los particulares en los casos que señale este decreto. Todos los días y horas son hábiles para interponer la acción de tutela, siendo este un mecanismo preferente y residual.

### Derechos protegidos por la acción de tutela
Según el artículo 10, del Decreto 2591 se garantizan los derechos fundamentales. Cuando una decisión de tutela se refiera a un derecho no señalado expresamente por la constitución como fundamental, pero cuya naturaleza permita su tutela para casos concretos, la corte constitucional le dará prelación en la revisión en esta decisión. Protege los derechos humanos ratificados por Colombia.
Según la Corte Constitucional de Colombia, el que un derecho sea fundamental no se puede determinar sino en cada caso en concreto, según la relación que dicho caso tenga con uno u otro derecho fundamental; es decir, la Constitución no determina de una manera clara cuáles son los derechos fundamentales, de tal manera que como tales no se puede considerar únicamente a los que la Constitución de 1991 enuncia en el Capítulo I del Título II.

### Ampliación de protección a derechos colectivos
Igualmente hay que tener en claro que las subreglas, desarrolladas por la jurisprudencia de la Corte Constitucional colombiana a lo largo de estos años, son bastante claras al establecer la existencia de dos circunstancias en que habilitan la acción de tutela para proteger derechos fundamentales cuya afectación se derive de la violación de derechos colectivos:
Primer caso: cuando la tutela actúe como un mecanismo transitorio para evitar un perjuicio irremediable
Segundo caso: Cuando la amenaza o vulneración de un derecho colectivo, produce la afectación directa de un derecho fundamental.

## Características de la acción de tutela
Los caracteres distintivos que ofrece la acción de tutela son:
- Subsidiaria o residual: Porque solo procede cuando no se dispone de otro medio de defensa judicial.
- Inmediata: Porque su propósito es otorgar sin dilaciones la protección solicitada.
- Sencilla o informal: Porque no ofrece dificultades a su servicio.
- Específica: Porque se contrae a la protección exclusiva de los derechos fundamentales.
- Eficaz: Porque en todo caso exige del juez un pronunciamiento de fondo para conceder o negar el amparo del derecho.
- Preferente: Porque el juez la tramitará con prelación a otros asuntos, salvo la acción de habeas corpus. Los plazos son perentorios e improrrogables.
- Sumaria: Porque es breve en sus formas y procedimientos.